# Мельниковский (хутор)
Мельниковский — хутор в составе Октябрьского городского округа Пермского края.

## Географическое положение
Деревня расположена в западной части округа, примыкая с юго-востока к поселку Щучье Озеро.

## Климат
Климат характеризуется как умеренно континентальный, с холодной продолжительной снежной зимой и коротким тёплым летом. Среднегодовая температура воздуха — +0,3 °C. Средняя температура воздуха самого холодного месяца (января) — −16,3 °C (абсолютный минимум — −49 °C); самого тёплого месяца (июля) — +16,5 °C (абсолютный максимум — +37 °C). Среднегодовое количество осадков составляет около 600 миллиметров, из которых большая часть выпадает в тёплый период. Снежный покров держится в течение 160—170 дней.

## История
До 2020 года входила в состав Щучье-Озерского сельского поселения Октябрьского района. После упразднения обоих муниципальных образований входит в состав Октябрьского городского округа.

## Население
| 2010 |
| ---- |
| 5    |

Постоянное население составляло 22 человека в 2002 году (86 % русские), 5 человек в 2010 году.